# Oblast Karaganda
De Oblast Karaganda (Kazachs: Қарағанды облысы, Qarağandı oblısı; Russisch: Карагандинская область) is een deelgebied van Kazachstan. De hoofdstad van de oblast is Karaganda en heeft 503,427 inwoners. De totale oblast heeft 1,2 miljoen inwoners. Het is het grootste deelgebied van Kazachstan.
De oblast is administratief-territoriaal ingedeeld in 18 eenheden: 9 districten (ауданы) en 9 - met district gelijkgestelde - steden (Қ.Ә.).

## Geografie
Met een oppervlakte van 239045 km² is de oblast Karaganda het grootste deelgebied van Kazachstan. Het grenst aan de meeste andere Kazachse deelgebieden: oblast Aqtöbe in het westen, oblast Qostanay in het noordwesten, oblast Aqmola in het noorden, oblast Pavlodar in het noordoosten, oblast Şığıs Qazaqstan (Oost-Kazachstan) in het oosten, oblast Almaty in het zuidoosten, oblast Jambıl en oblast Oñtüstik Qazaqstan (Zuid-Kazachstan) in het zuiden en oblast Qızılorda in het zuidwesten. De rivier Esil (Есіл), een zijrivier van de Ertis (Ертіс), ontspringt in de oblast Qarağandı.
Het landschap is aride en vlak en bestaat uit velden met hier en daar een heuvel en doorsneden door een riviertje. Het natuurpark Qarqaraly (Қарқаралы ұлттық паркі) bevindt zich in het deelgebied en heeft een oppervlakte van 90300 hectare.

## Geschiedenis
Ten tijde van de voormalige Sovjet-Unie waren er in de provincie veel steenkoolmijnen en naar verluidt waren er ook verschillende goelags, de gevreesde werkkampen uit die tijd.

## Externe links

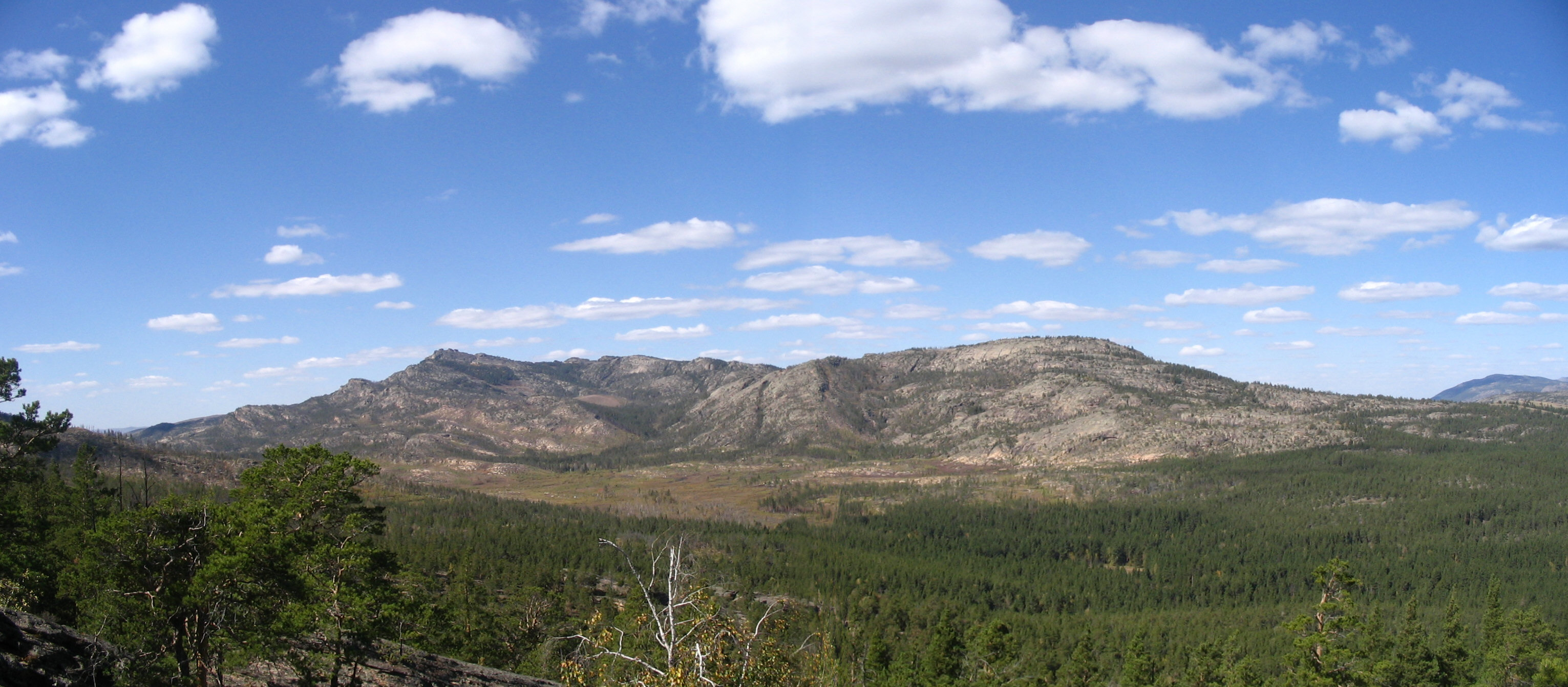
Het natuurpark van Karkaralinsk.